# Mesca
Buomesca Tué Na Bangna (Bissau, 6 mei 1993) is een Portugees voetballer die gewoonlijk als vleugelspeler speelt. Hij tekende in 2011 zijn eerste profcontract bij Fulham, waar hij zijn verbintenis in 2013 verlengde tot medio 2016. Zijn broer Bruma is ook betaald voetballer.

## Clubcarrière
Mesca werd geboren in Bissau, Guinee-Bissau. Hij begon zijn carrière bij Sporting Clube de Portugal, dat hij in 2010 verruilde voor Chelsea. Eén jaar later tekende Mesca een profcontract bij stadsgenoot Fulham. Op 21 september 2013 debuteerde hij daarmee in de Premier League, op Stamford Bridge tegen zijn ex-club Chelsea. Tussen 28 november 2013 en 7 januari 2014 werd hij uitgeleend aan Crewe Alexandra. Op nieuwjaarsdag 2014 scoorde hij voor Crewe Alexandra in de League One tegen Carlisle United.